# Островіна
Островіна (пол. Ostrowina, нім. Ostrowine, 29 November 1935 Werden) — село в Польщі, у гміні Олесниця Олесницького повіту Нижньосілезького воєводства.
Населення — 472 особи (2011).
У 1975-1998 роках село належало до Вроцлавського воєводства.

## Демографія
Демографічна структура станом на 31 березня 2011 року:
|          | Загалом | Допрацездатний вік | Працездатний вік | Постпрацездатний вік |
| -------- | ------- | ------------------ | ---------------- | -------------------- |
| Чоловіки | 347     | 23                 | 274              | 50                   |
| Жінки    | 125     | 28                 | 74               | 23                   |
| Разом    | 472     | 51                 | 348              | 73                   |